# Jerry Buss
Jerry Buss, pseudonimo di Gerald Hatten Buss (Salt Lake City, 27 gennaio 1933 – Los Angeles, 18 febbraio 2013), è stato un imprenditore e giocatore di poker statunitense, membro del Naismith Memorial Basketball Hall of Fame dal 2010 in qualità di contributore.
Dal 1979 al 2013 è stato il proprietario dei Los Angeles Lakers, squadra della NBA.

## Biografia
Studente della University of Southern California, ha conseguito un Master of Science ed un DOP in chimica fisica. Da chimico, ha iniziato a lavorare presso lo "United States Bureau of Mines", una agenzia di ricerca scientifica del Governo federale degli Stati Uniti d'America.
A partire dagli anni sessanta ha intrapreso l'attività imprenditoriale nel campo del settore immobiliare. Ormai arricchitosi, nel 1979 ha acquisito dall'imprenditore Jack Kent Cooke la proprietà dei Los Angeles Lakers, dei Los Angeles Strings (squadra del World TeamTennis), dei Los Angeles Kings (ceduti nel 1987) e dell'impianto sportivo "Forum" (ceduto nel 1999). Ha inoltre rilevato le Los Angeles Sparks, squadra WNBA (poi ceduta nel 2006).
Sotto la sua presidenza i Lakers hanno vinto 10 titoli NBA, e le LA Sparks 2 titoli WNBA.
Giocatore di poker, ha disputato più volte le World Series of Poker, conquistando 4 piazzamenti a premi. Ha chiuso al secondo posto un evento del World Poker Tour.
È morto di cancro il 18 febbraio 2013 all'età di 80 anni, dopo alcuni giorni di ricovero al Cedars-Sinai Medical Center alla fine di 18 mesi di lunga battaglia contro la malattia..
La figlia Jeanie alla sua morte ha assunto la proprietà dei Lakers.

## Premi e riconoscimenti

### Proprietario
- Campionato NBA: 10

Los Angeles Lakers: 1980, 1982, 1985, 1987, 1988, 2000, 2001, 2002, 2009, 2010